# Semecarpus longifolius
Semecarpus longifolius är en sumakväxtart som beskrevs av Carl Ludwig von Blume. Semecarpus longifolius ingår i släktet Semecarpus och familjen sumakväxter. Inga underarter finns listade i Catalogue of Life.